# 阿爾特維森巴赫河

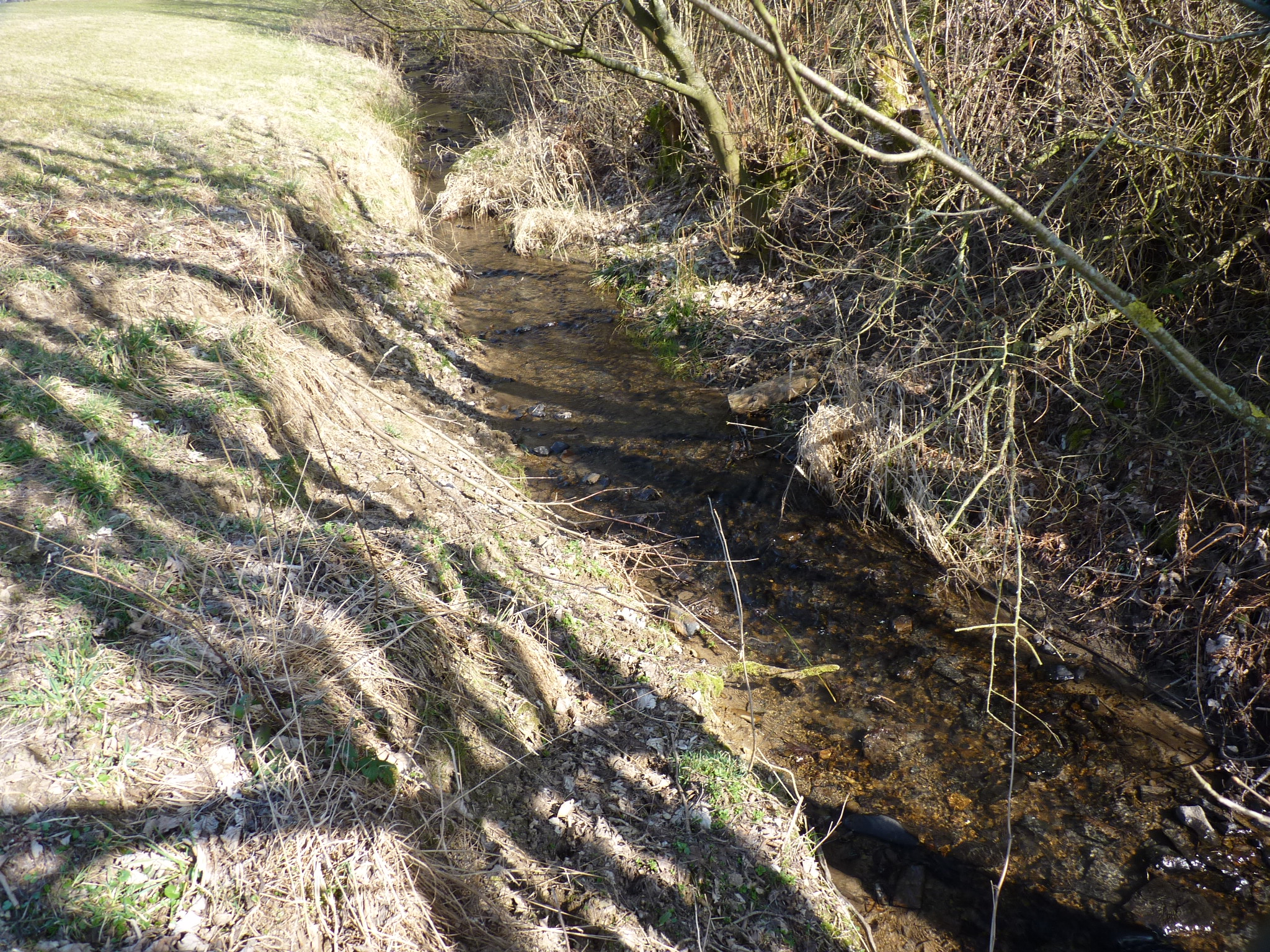

50°53′11.03″N 8°10′17.29″E / 50.8863972°N 8.1714694°E
阿爾特維森巴赫河（德語：Altwiesenbach），是德國的河流，位於該國西部，處於北萊茵-威斯特法倫州，屬於錫格河的左支流，流經錫根-維特根施泰因縣，河道全長2.8公里。